# リアリー (ジョージア州)
リアリー（英: Leary）は、アメリカ合衆国のジョージア州にある都市。人口は2000年の国勢調査時で666人。シアトル・マリナーズの三塁手、ショーン・フィギンズはこの街の出身である。

## 地理
国勢調査局によると、市の総面積は8.3平方キロ（3.2平方マイル）で、うち0.31%を水域が占める。

## 人口動態
2000年の国勢調査時点で、この市には666人、256世帯、176家族が暮らしている。人口密度は1平方キロあたり80.6人で、平方マイルに換算すると208.8人となる。住居数は288軒で、1平方キロに平均34.9軒（1平方マイルあたりでは90.3軒）が建っていることになる。住民のうち白人は21.47%、アフリカ系は75.68%、ネイティブ・アメリカンは0.75%、その他の人種は1.35%、混血は0.75%、ヒスパニック（ラテン系）は2.85%を占める。
256世帯のうち29.3%は18歳未満の子どもと暮らしており、31.6%は夫婦で生活している。31.3%は未婚の女性が世帯主であり、31.3%は家族以外の住人と同居している。28.9%が独り身世帯で、9.4%を独居老人の世帯が占める。1世帯あたりの平均構成人数は2.60人、家庭の平均構成人数は3.19人である。
住民のうち29.1%が18歳未満の未成年、10.8%が18歳以上24歳以下、24.2%が25歳以上44歳以下、23.0%が45歳以上64歳以下、12.9%が65歳以上となっており、平均年齢は37歳である。女性100人に対して男性が79.5人いる一方、18歳以上の女性100人に対しては74.8人いる。
一世帯あたりの平均収入は2万6172米ドル、家族ごとでは2万8942米ドルである。男性の平均収入は2万4063米ドル、女性の平均収入は1万6000米ドルで、労働者でない人々も含めた住民一人当たりの収入は1万4426米ドルとなる。総人口の29.9%、家族の27.7%、18歳未満の子どもの45.4%、および65歳以上の高齢者の38.7%は貧困線以下の収入で生計を立てている。